# Maximilian Bartels

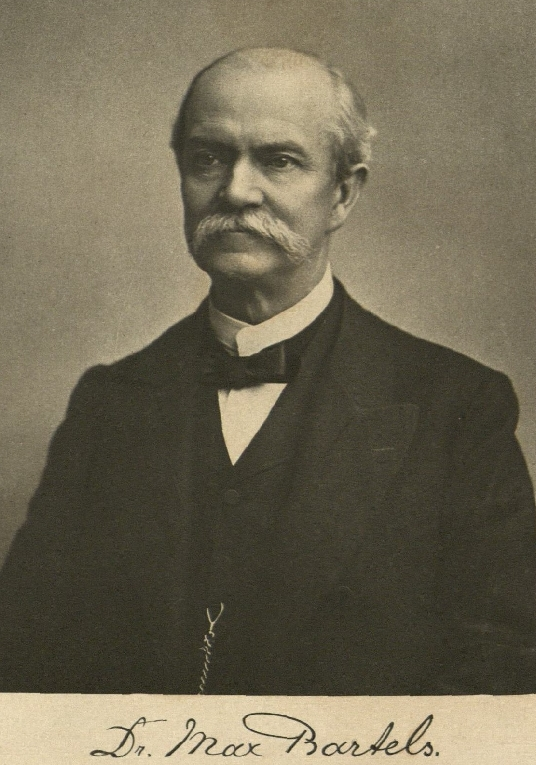
Maximilian Bartels

Maximilian „Max“ Carl August Bartels (* 26. September 1843 in Berlin; † 22. Oktober 1904 in ebenda) war ein deutscher Arzt und Ethnologe.
Sein Vater war ebenfalls Arzt und war lange Zeit Leiter des Krankenhauses Bethanien in Berlin. Bartels studierte Medizin und war Assistent des Chirurgen Robert Wilms am Krankenhaus Bethanien. Er war danach niedergelassener Arzt in Berlin und wurde Geheimer Sanitätsrat.
Bekannt ist er für seine Beschäftigung mit Ethnologie. Er schrieb ein Buch über Medizin bei Naturvölkern und bearbeitete die Neuauflagen des Buches von Hermann Heinrich Ploss Das Weib in der Natur- und Völkerkunde.
Max Bartels wurde am 22. Juni 1894 Mitglied der  Leopoldina. Er war Mitglied der Berliner Gesellschaft für Anthropologie, Ethnologie und Urgeschichte (ab 1889 Schriftführer), des Vereins für das Trachtenmuseum (dessen Vorsitzender er wurde), des Vereins für Volkskunde und er war im Sachverständigen-Beirat des Museums für Völkerkunde.
Der Anatom Paul Bartels war sein Sohn.

## Schriften
- als Bearbeiter von Hermann Heinrich Ploss: Das Weib in der Natur- und Völkerkunde. Anthropologische Studien. Leipzig 1884.
- Die Medizin der Naturvölker. Ethnologische Beiträge zur Urgeschichte der Medizin. Th. Grieben’s Verlag (L. Fernau),  Leipzig 1893 Digitalisat.